# Alternatives Handelssystem
Der Begriff Alternatives Handelssystem (engl. Alternative Trading Systems – ATS) stellt einen Sammelbegriff für Handelssysteme dar, die neben „normalen“ (regulierten) Börsen existieren. Dazu gehören unter anderem:
- Multilaterales Handelssystem
- Electronic Communication Network
- Organisiertes Handelssystem
- Call markets
- Matching systems
- Crossing networks
- Dark Pool